# Конен, Эдмунд
Э́дмунд Ко́нен (нем. Edmund Conen; 10 ноября 1914, Ирциг, Бернкастель-Витлих — 5 марта 1990, Леверкузен, Северный Рейн-Вестфалия) — немецкий футболист, тренер. Центральный нападающий сборной Германии. Бронзовый призёр чемпионата мира (1934).

## Биография
Всего в 19 лет, молодой германский нападающий Конен поразил всех своей игрой на втором Чемпионате Мира, забив три мяча в первом же матче против Бельгии 27 мая. На перерыв сборные уходили при счёте 2:1 в пользу бельгийцев, во втором тайме немцы преобразились и сначала на 49-й минуте Отто Зиффлинг в своём первом матче за сборную сравнял счёт, а затем, в течение 19 минут Конен забил 3 гола. Немцы выиграли 5:2 и вышли в 1/4 финала.
В следующих двух матчах, четырьмя днями позже в четвертьфинале против Швеции и в проигранном со счётом 1:3 полуфинале против Чехословакии, Конен не смог отличиться. Однако в матче за 3 место, он сумел забить свой четвёртый гол на чемпионате, и не кому-нибудь, а легендарной австрийской «Вундертим», который к тому же стал решающим. Германия выиграла 3:2 и завоевала на своём первом чемпионате мира третье место.
Однако четыре забитых на чемпионате гола не позволили Конену стать лучшим бомбардиром первенства, лавры достались чеху Неедлы, забившему 5 мячей.
Двумя годами позже, Конен был вынужден на время завязать с футболом. У него обнаружились проблемы с сердцем (сердечный невроз), из-за которых он пропустил четыре года. При поддержке Зеппа Хербергера он смог преодолеть болезнь и даже вернуться в Немецкую сборную в 1939 году. В 1942 году Конен завершил выступления за сборную в возрасте 28 лет. К этому времени он провёл 28 матчей за сборную и забил 27 голов.
Последняя игра Конена за Германию с Венгрией в Будапеште в мае 1942 года, завершилась победой 5:3 над, в этой игре он играл в паре с молодым Фрицем Вальтером.
В послевоенные годы Конен перешёл на тренерскую работу, сначала в период 1950—1952 гг. играющим тренером клуба «Янг Феллоуз» в Швейцарии, а затем работал на родине, в числе прочих тренировал «Байер 04».
Конен умер 5 марта 1990 года, всего за несколько месяцев до третьего триумфа немецкой сборной на чемпионате мира в Италии.